# Episodi di Su e giù per le scale (terza stagione)
La terza stagione della serie televisiva Su e giù per le scale è stata trasmessa in anteprima nel Regno Unito dalla Independent Television tra il 27 ottobre 1973 e il 19 gennaio 1974.
| nº | Titolo originale     | Titolo italiano | Prima TV UK      | Prima TV Italia |
| -- | -------------------- | --------------- | ---------------- | --------------- |
| 1  | Miss Forrest         |                 | 27 ottobre 1973  |                 |
| 2  | A House Divided      |                 | 3 novembre 1973  |                 |
| 3  | A Change of Scene    |                 | 10 novembre 1973 |                 |
| 4  | A Family Secret      |                 | 17 novembre 1973 |                 |
| 5  | Rose's Pigeon        |                 | 24 novembre 1973 |                 |
| 6  | Desirous of Change   |                 | 1º dicembre 1973 |                 |
| 7  | Word of Honour       |                 | 8 dicembre 1973  |                 |
| 8  | The Bolter           |                 | 15 dicembre 1973 |                 |
| 9  | Goodwill to All Men  |                 | 22 dicembre 1973 |                 |
| 10 | What the Footman Saw |                 | 29 dicembre 1973 |                 |
| 11 | A Perfect Stranger   |                 | 5 gennaio 1974   |                 |
| 12 | Distant Thunder      |                 | 12 gennaio 1974  |                 |
| 13 | The Sudden Storm     |                 | 19 gennaio 1974  |                 |